# Karres
Karres est une commune autrichienne du district d'Imst dans le Tyrol.